# Resident Evil 4
Ne doit pas être confondu avec Resident Evil 4 (jeu vidéo, 2023).
Vous lisez un « bon article » labellisé en 2010.
Resident Evil 4, sorti au Japon sous le nom Biohazard 4 (バイオハザード4, Baiohazādo Fō), est un jeu vidéo de tir à la troisième personne de type survival horror, développé par Capcom Production Studio 4 et édité par l'entreprise japonaise Capcom.
L'histoire se déroule six ans après les événements de Resident Evil 2. Elle met en scène l'agent Leon S. Kennedy, envoyé en Espagne par le gouvernement américain pour sauver la fille du président des États-Unis, enlevée et retenue en otage par une mystérieuse secte.
Le jeu connaît une période de développement longue et mouvementée, durant laquelle plusieurs versions bêta sont annulées. Dans le cadre d'un accord entre Nintendo et Capcom, il sort finalement sur GameCube au début de l'année 2005, où il sera considéré comme l'un des titres majeurs de cette console. Il est ensuite porté sur PlayStation 2 à la fin de l'année, Windows et Wii en 2007, puis réédité successivement sur la plupart des plates-formes du marché, témoignant d'une longévité atypique et d'un succès constamment renouvelé.
Unanimement acclamé à sa sortie, il a été qualifié de « jeu de l'année 2005 » par plusieurs sites et magazines spécialisés. Sur GameCube, il est classé 30e jeu le mieux noté de tous les temps par le site GameRankings.
Il marque par ailleurs un profond changement d'approche dans l'une des séries de jeux vidéo les plus populaires depuis les années 1990.
Un remake du jeu, simplement intitulé Resident Evil 4, est sorti en 2023.

## Trame

### Scénario
Six ans après les événements de Raccoon City, l'agent spécial américain Leon Scott Kennedy est envoyé en mission en Europe. La fille du président des États-Unis Ashley Graham a été enlevée et serait, selon les informations dont il dispose, détenue dans un village de l'Espagne rurale. Deux policiers de la région le conduisent dans une campagne reculée à bord de leur voiture. Ils le déposent et le laissent continuer seul, au beau milieu d'une forêt brumeuse et humide.
Leon constate le caractère inhospitalier du hameau, où il fait face à des habitants particulièrement hostiles qui agissent sous l'emprise de Los Illuminados (« Les Illuminés » en espagnol), la secte qui a enlevé Ashley. Au cours de son périple, il est assommé et capturé par le chef de ce village, Bitores Mendez. Pendant le blackout qui s'ensuit, on lui inocule un parasite. Ce parasite, appelé Las Plagas (« fléau » ou « peste » en espagnol), prive de sa volonté toute personne contaminée, faisant d'elle une marionnette entre les mains de la secte.
Il se réveille, captif, aux côtés de Luis Sera, un chercheur de Los Illuminados en fuite. Ils parviennent à se libérer, mais Luis fausse très vite compagnie à Leon, qui continue alors sa mission première. Il parvient finalement à localiser et à libérer Ashley dans l'église du village. Au moment où ils s'échappent, Osmund Saddler, le chef suprême des Illuminados, leur dévoile son plan machiavélique. En enlevant Ashley, il veut lui inoculer le parasite afin qu'elle contamine son père, le président des États-Unis. Il espère ainsi propager son pouvoir aux institutions de la première puissance mondiale, et corrompre par la suite la scène politique internationale.
Après avoir éliminé Bitores Mendez, Leon et Ashley se réfugient dans le château avoisinant. Ils sont alors attaqués par des moines Illuminados qui agissent sous le commandement de Ramon Salazar, le gouverneur du château (lui-même sous domination de Saddler). Les deux se retrouvent séparés à nouveau par un des nombreux pièges de la bâtisse. Pendant ce temps, Luis recherche les pilules pour ralentir l'infection de Leon et Ashley, ainsi qu'un échantillon de Las Plagas. Au moment où il s'apprête à les donner à Leon, il est tué par Saddler, qui s'empare dans la foulée de l'échantillon. Kennedy récupère cependant les pilules curatives, qui lui permettront de limiter les effets du parasite. Il poursuit sa quête mouvementée à travers le château, il rencontre alors Ada Wong, une vieille connaissance au parcours nébuleux. Il tue Salazar, et se rend avec Ada dans l'île voisine où a été transférée Ashley.
Leon découvre bientôt que Jack Krauser, l'un de ses anciens collègues de l'armée présumé mort dans un crash d'hélicoptère deux ans auparavant, est responsable de l'enlèvement d'Ashley. Il apprend plus tard qu'Ada et Krauser travaillent pour le compte d'Albert Wesker, et ont tous deux pour mission de ramener un échantillon de Las Plagas.
Leon parvient à éliminer Krauser au terme d'un âpre combat, et libère ensuite Ashley du cachot où elle était retenue en otage. Plus tard, ils réussissent à retirer le parasite de leurs corps en utilisant une sorte d'appareil radiothérapique de la secte. Leon affronte finalement Saddler, et avec l'aide d'Ada, parvient à le supprimer. Cette dernière subtilise alors l'échantillon à Leon sous la menace d'une arme. Avant de s'enfuir à bord d'un hélicoptère, elle envoie la clé d'un scooter des mers pour lui permettre de prendre le large avec Ashley, au moment même où le complexe scientifique de l'île explose en arrière-plan. La fille du président est saine et sauve.

### Déroulement du jeu
Le jeu se déroule en trois étapes bien distinctes.
L'aventure commence dans un village rural espagnol et ses alentours, dans lequel le joueur combat principalement les habitants originels du lieu, des paysans les Ganados (« le bétail » en espagnol), des humains rendus sauvages et sanguinaires par le parasite. L'ambiance est celle d'un endroit particulièrement rustre et insalubre, où les cadavres sont laissés à l'abandon, les constructions primaires, et la saleté omniprésente. Il y rencontre plusieurs boss, tel le monstre marin Del lago (une sorte d'énorme salamandre), ou des Gigante (des humanoïdes géants fortement inspirés par les trolls du Seigneur des anneaux). Cette partie s'achève lorsque le joueur traverse le pont-levis du château avoisinant, après avoir éliminé le chef du village Bitores Mendez.
L'action se poursuit alors au sein du château et de ses dépendances, qui sont remplis de nouveaux ganados des moines Illuminados vêtus de grandes robes religieuses et psalmodiant continuellement. Les ennemis y sont plus puissants et plus agressifs, et les pièges nombreux. L'ambiance et les décors sont imprégnés d'un aspect gothique de culture populaire. Le joueur traverse également les sous-sols du château, que ce soit dans une immense grotte infestée de créatures volantes fuyant la lumière du jour, et le Verdugo, un monstre insectoïde, ou dans les mines à plagas et leurs wagonnets rudimentaires . Quand le joueur réussit à vaincre Ramon Salazar, le gouverneur du château, il atteint la troisième zone.
Accessoirement, c'est ici que le changement de disque intervient sur la version originelle GameCube.
La troisième et dernière partie se déroule sur une île transformée en complexe militaro-scientifique. Elle marque une augmentation significative de la difficulté et de l'intensité des combats. Les ganados sont à présent des militaires, plus puissants et plus rapides, et parfois dotés de gilets pare-balles et de casques les rendant plus résistants. C'est ici que Leon découvre la face scientifique des expériences des Illuminados, se confrontant aux Regeneradores ainsi que le U-3 ("Ça"), l'une des armes biologiques expérimentales. Il déjoue finalement leurs plans en éliminant Osmund Saddler, le chef suprême de la secte.

### Personnages
Resident Evil 4 remet en scène le deuxième personnage masculin jouable des jeux Resident Evil, Leon S. Kennedy, qui était apparu dans le second opus de la série.
La secte des Illuminados est incarnée par les trois boss principaux du jeu, dont l'ordre correspond à la hiérarchie : Le chef du village rural Bitorez Mendes (boss de la première zone) est un géant barbu vêtu d'un grand ciré gris et affublé d'un œil de verre. Le gouverneur du château Ramon Salazar (boss de la deuxième zone), un homme dont l'apparence physique semble déconnectée de son âge réel. Et le gourou des Illuminados Osmund Saddler le chef de l'organisation, qui étend son influence sur tous les autres.
Lors de sa mission, Leon rencontre Luis Sera, un ancien policier madrilène devenu chercheur en cavale depuis qu'il a trahi les Illuminados.
Leon croise également Ada Wong, envoyée en mission spéciale par Albert Wesker pour voler un échantillon du parasite qu'il convoite. Jack Krauser, ancien collègue militaire de Leon, fait aussi partie de l'aventure.

## Système de jeu

### Généralités
Resident Evil 4 diffère grandement des précédents épisodes de la série.
Les décors ne sont plus fixes mais en 3D temps réel, et la vue est à la troisième personne : le personnage principal est vu de dos et légèrement de côté, selon une logique cinématographique de type « caméra à l'épaule ». Celle-ci autorise le tir de précision et la localisation des dommages. Les ennemis réagissent différemment en fonction des dommages qui leur sont infligés (par exemple, ils peuvent tomber lorsqu'ils sont touchés à la jambe), ce qui permet de développer des stratégies de combat variées en fonction des situations.
Le jeu est davantage fondé sur l'action que ses prédécesseurs, et la maniabilité a été entièrement repensée à cette fin : elle est plus souple, permet un meilleur contrôle et une meilleure immersion. Dans certaines situations, un menu contextuel apparaît afin de proposer des actions spéciales : monter à une échelle, sauter par une fenêtre, donner un coup de pied, se cacher, sauter, etc. Ces actions se réalisent toutes à partir d'un bouton unique. Des QTE (actions contextuelles) au cœur même des cinématiques apportent un surcroît de dynamisme au jeu : afin de se sortir de certaines situations critiques (éviter un coup, s'enfuir, etc.), le joueur doit presser rapidement une combinaison de touches affichée à l'écran. S'il échoue, l'issue de la séquence est généralement fatale.
Dans un chapitre le joueur se retrouve momentanément dans la peau d'Ashley (ce personnage ne peut pas attaquer). De larges parties du jeu doivent se gérer avec cette dernière en personnage secondaire. Elle suit alors mécaniquement Leon à moins de lui donner l'ordre de ne pas bouger. Les jeux bonus permettent également de contrôler d'autres personnages.
Les chargements à chaque passage de porte, élément constitutif et récurrent de la série, ont disparu au profit d'une action beaucoup plus fluide. Ils n'interviennent plus qu'à la jonction de larges zones.
Tout au long de l'aventure, le joueur rencontre un mystérieux marchand. Il permet de revendre n'importe quel objet, et d'acheter et améliorer les armes en fonction de ses préférences et de ses capacités financières.

### Niveaux de difficulté
Le jeu permet de choisir au départ entre deux niveaux de difficulté : Facile et Normal. Le mode Facile réduit le challenge sur de nombreux aspects, allant même jusqu'à supprimer certaines zones. Cependant, l'une des particularités de Resident Evil 4 est d'avoir une difficulté adaptable à l'intérieur de ces deux choix généraux, c'est-à-dire qu'elle augmente ou diminue au cours d'une même partie en fonction des performances du joueur (les ennemis sont plus ou moins nombreux, rapides, résistants, etc.). Après avoir terminé le jeu une fois, un troisième niveau de difficulté devient disponible : le mode Professionnel. Celui-ci n'est ni plus ni moins qu'un mode Normal, mais dans lequel la difficulté est bloquée au maximum théoriquement accessible et ne varie plus.

### Bonus
Resident Evil 4 offre divers bonus pour récompenser les performances du joueur :
Assignment Ada
Il s'agit d'une petite mission annexe où le joueur prend le contrôle d'Ada Wong et doit récupérer cinq échantillons du parasite Las Plagas dans le complexe scientifique de l'île. Jack Krauser en est le boss final.
Mercenaries
« Mercenaries » est un mode bonus composé de quatre niveaux différents dans lesquels il faut tuer un maximum d'adversaires en un temps limité. Chaque score de quatre étoiles permet de débloquer un mercenaire supplémentaire. Le score à cinq étoiles permet quant à lui de débloquer le Handcannon un pistolet magnum très puissant.
Les cinq personnages jouables sont Leon S. Kennedy, Ada Wong, Jack Krauser, Hunk, et Albert Wesker.
Quatre zones de jeu sont disponibles, qui contiennent chacune leurs ennemis et leurs boss propres : le village, le château, la base militaire et le waterworld (zone inédite, sorte de base sur pilotis inspirée par le film du même nom).
Separate Ways
Dans toutes les versions à l'exception de la première sur GameCube, un mode « Separate Ways » vient s'ajouter aux autres modes bonus. Créé à l'origine pour la version PS2, il propose de  contrôler Ada Wong, et de suivre le scénario de son point de vue, en étoffant et en explicitant son rôle.

## Développement
L'histoire du développement de Resident Evil 4 rappelle celle tourmentée de Resident Evil 2, qui avait connu un premier prototype non finalisé (surnommé Resident Evil 1.5 par les fans) totalement abandonné en faveur de la version finalement éditée.
Annoncé officiellement en 2001, Resident Evil 4 a subi une longue période de développement, durant laquelle plusieurs versions bêta ont été rejetées par les développeurs avant que le produit ne soit terminé et publié en 2005. L'idée de base était de faire de cet opus quelque chose qui se démarque des précédents épisodes de la série.

### Genèse
Entre 1998 et 2000 prend place une première tentative de développement de Resident Evil 4 pour la PlayStation 2. Cette première bêta du jeu est dirigée par Hideki Kamiya, qui a déjà œuvré sur le premier opus et a dirigé la création du second. Capcom ayant demandé un jeu qui se vendrait à plus de deux millions d'unités, Kamiya décide de bouleverser le concept même de la série. La première année de développement est essentiellement consacrée au travail de recherche, et implique notamment un voyage de l'équipe de développement en Espagne pour étudier l'architecture d'un château local. Toutefois, la direction juge le projet trop éloigné des canons de la série Resident Evil. Malgré ce refus, le style et le jeu, remaniés, constitueront ensuite le fil directeur de la conception de Devil May Cry.
En 2001, Resident Evil 4 est officiellement en développement pour la GameCube, dans le cadre d'un accord d'exclusivité entre Capcom et Nintendo. Shinji Mikami lui-même est au centre de cet accord, souhaitant que les fans de la série n'aient besoin que d'une seule console. Il en a résulté plusieurs jeux comme le remake de Resident Evil, Resident Evil Zero, les rééditions des précédents opus, et enfin Resident Evil 4. En novembre 2002, sous le nom de Capcom Five, un nouvel accord prévoit que Capcom développe cinq jeux exclusivement pour la console Nintendo GameCube (comprenant RE4).

### Projets abandonnés
La deuxième bêta, surnommée « version brouillard », est réalisée avec Hiroshi Shibata (créateur des décors de Resident Evil 3) et dévoilée au Tokyo Game Show en 2002. L'intrigue présente Leon S. Kennedy infiltrant le quartier général d'Umbrella Corporation en Europe. Infecté par un virus, il lutte contre des créatures « brumeuses », mais aussi contre des zombies, adversaires traditionnels de la série. L'un des éléments les plus notables de cette version est un dirigeable volant. Cependant, Capcom abandonne une nouvelle fois cette seconde bêta de Resident Evil 4 et se lance dans la conception d'une nouvelle version.
Après la « version brouillard » vient la « version de l'homme au crochet », présentée à l'Electronic Entertainment Expo 2003 sous la forme d'une bande-annonce assez intrigante, axée sur les hallucinations et le paranormal, rappelant le jeu Eternal Darkness. La terreur se veut plus que jamais au cœur du jeu. Il faut attendre 2005 et la sortie du jeu pour découvrir plus profondément cette troisième version du projet, dans le DVD bonus. On y revoit les poupées et le fantôme bleu de la bande-annonce du jeu durant cinq minutes.
Cette bêta comporte de nombreux éléments qui seront réutilisés dans la version finale, tels que la caméra à l'épaule pour tirer, les combinaisons de touches pour esquiver une attaque, la possibilité de lancer une grenade ou l'indicateur de santé de Leon. Cette version bêta aurait été si effrayante que Shinji Mikami lui-même mit en garde les joueurs en disant que le jeu faisait très peur. Le système de jeu de cette version a été présenté dans le DVD Biohazard 4 Secret paru au Japon uniquement. Cette version a été abandonnée du fait que l'intrigue était beaucoup trop paranormale pour un jeu Resident Evil.
C'est Hiroyuki Kobayashi, producteur du jeu, qui a confirmé l'existence d'une quatrième version abandonnée. Cette version n'a en revanche jamais été présentée d'une quelconque façon au public ou à la presse. En fait, il s'agissait d'une version faisant resurgir les mécaniques habituelles de la série, à savoir les zombies, le système de jeu… alors que Capcom souhaitait un jeu profondément différent. Paul Mercier (la voix de Leon) a parlé du jeu lors d'une interview sur WireTV en disant que, à la fin du jeu, le virus allait prendre sur le corps de Leon et le tuer. Les développeurs n'ont apparemment pas aimé cette fin. Le prototype a été abandonné et ils ont écrit un autre script.

### Version finale
Mikami reprit les droits du réalisateur Shibata et commença à travailler sur le jeu qui finira par être publié. Plus tard dans une interview, Shinji Mikami mentionne qu'il a été mis sous une énorme pression par Capcom : « il avait été conclu que si le jeu ne se vendait pas bien, la série aurait été annulée ». Selon le producteur Hiroyuki Kobayashi, l'équipe de développement se sentait déprimée et était difficile à motiver, après la volonté de passer du genre horreur à l'action. Mikami est intervenu, a expliqué les changements qu'il propose, et a écrit une nouvelle histoire qui, contrairement aux épisodes précédents, n'est pas centrée autour de la compagnie Umbrella Corporation. Pour aller de pair avec le nouveau système de jeu et l'histoire, un nouveau type d'ennemi appelé « Ganado » est créé, par opposition à l'utilisation des morts-vivants dans les précédents jeux de la saga. Le jeu a été commercialisé en 2005 sur GameCube. En raison du succès mitigé de la console, Capcom décide pour des raisons financières de rompre le contrat d'exclusivité avec Nintendo, et d'adapter le jeu sur la PlayStation 2 de Sony.
Polémique
Resident Evil 4 a suscité des critiques de la part de certains membres de la communauté musulmane en raison de la ressemblance perçue entre une porte utilisée par la secte fictive "Los Iluminados" dans le jeu et celle de la mosquée du Prophète (Al-Masjid an-Nabawi) à Médine, l’un des lieux les plus sacrés de l’islam. Les détracteurs ont estimé que cette similitude était irrespectueuse et potentiellement offensante, car elle associait un symbole sacré à une secte violente fictive. Capcom n’a pas publié de déclaration officielle à ce sujet, mais le sujet a été largement discuté dans divers forums et communautés en ligne.

### Équipe de développement
Principaux membres de l'équipe de développement :
- Producteur : Hiroyuki Kobayashi
- Réalisateur : Shinji Mikami
- Game Design : Hiroshi Shibata, Koji Kakae, Shigenori Nishikawa
- Art Production - Lead Designer : Yusuke Kan

Art Production - Conceptual Artist : Yasuko Shimada
Art Production ‑ Designers : Koichi Minami, Yoshizumi Hori, Eirou Yoshii, Toshiko Katayama, Kentaro Yano, Naoto, Hidenori Kouyama, Akiko Yokoyama, Naotaka Yoshitomi, Gaku Shimada, Kouji Nagano, Nanatsu Yasuda
- Character & Creatures - Lead Designer : Masaki Yamanaka
- Sound ‑ Lead Composer/Arranger : Misao Senbongi

Sound ‑ Composer/Arranger : Syusaku Uchiyama

### Doublage
- Leon S. Kennedy et le marchand : Paul Mercier
- Ashley Graham : Carolyn Lawrence
- Luis Sera : Rino Romano
- Ada Wong : Sally Cahill
- Ingrid Hunnigan : Salli Saffioti
- Bitores Mendez : Jesse Corti
- Ramon Salazar : Rene Mujica
- Jack Krauser : Jim Ward
- Osmund Saddler : Michael Gough
- Albert Wesker : Richard Waugh
- Ganados : Carlos Carrasco, Zeus (Alex) Mendoza, Carol Bach-y-Rita
- Voix du titre : Ward E. Sexton

Références : crédits du jeu et IMDb.

## Promotion

### Bande originale
Biohazard 4 Original Soundtrack est la bande originale du jeu sorti au Japon le 22 décembre 2005, composée par Shusaku Uchiyama et Misao Senbongi, disponible en CD classique ou accompagnée d'un artbook.
En avril 2020 est annoncée une réédition en coffret 4 vinyles (noirs ou or) chez Laced Records, avec des artworks signés Boris Moncel.

### Éditions collector
Capcom et Nintendo ont sorti une offre groupée avec une GameCube aux couleurs du jeu. Une manette en forme de tronçonneuse, conçue par NubyTech et distribuée en France par Madrics, est sortie sur GameCube et PlayStation 2 en quantité limitée. Une édition collector avec boîtier métallique est également proposée à la sortie du jeu sur PS2.
Aux États-Unis, des éditions premium numérotées ont été disponibles sur GameCube et PlayStation 2, ainsi qu'un coffret collector très limité (100 pièces) sur PS2.

### Guide officiel
Un guide de stratégie officiel en français de 272 pages a été édité par Future Press en novembre 2005. Il se base sur la version PS2, mais reste globalement valable pour toutes les éditions consoles et PC.

## Portages

### PlayStation 2
Resident Evil 4 a été porté sur PlayStation 2, malgré l'accord passé entre Capcom et Nintendo sur des jeux exclusifs à la GameCube (voir Capcom Five). Cette version sort aux États-Unis, en Europe et au Japon à la fin de l'année 2005. Elle contient le nouveau mode Separate Ways qui n'est pas présent dans la version d'origine sur GameCube. Separate Ways est un nouveau scénario pour Ada écrit par Haruo Murata. Cette version comprend également un set de nouveaux costumes pour Leon et Ashley, une arme bonus inédite (P.R.L. 412), et une galerie des cinématiques. Ces ajouts seront présents dans toutes les éditions ultérieures.
La qualité des graphismes de la version PlayStation 2 est inférieure à celle de la version GameCube. Toutefois, certaines critiques ont estimé que les ajouts de cette version compensaient cette faiblesse.

### Windows
La configuration minimale requise du jeu sur PC nécessite une carte graphique de 128 Mo Direct 9.0c.
 Resident Evil 4 est porté sur Windows par Sourcenext. Il paraît à Hong Kong le 1er février 2007 chez Typhoon Games, avant d'être édité en Europe et Australie le 8 mars, en Amérique du Nord le 2 avril et au Japon le 7 juin.
La réception critique de cette version est plus mitigée que celle du jeu original. Les critiques pointent les problèmes de contrôle du personnage au clavier, exigeant l'utilisation d'une manette pour un meilleur confort, la faible qualité des scènes de transition et l'instabilité des graphismes, notamment les problèmes d'ombres et d'éclairage (corrigés par la suite dans le patch 1.10 du jeu). L'utilisation de la souris, impossible dans le jeu original, a été ajoutée dans un correctif non officiel. GameSpot note le jeu 7,8 sur 10 et IGN, 7,7 sur 10.
Une nouvelle version intitulée Ultimate HD Edition est publiée en février 2014. Elle comporte des améliorations graphiques sur les textures, le framerate, les options d'affichage, etc. Sont disponibles également des classements en ligne, des succès, des sauvegardes dans le nuage, et des cartes Steam,.

### Wii - Wii U
Le jeu a été porté sur la Wii sous le titre Resident Evil 4: Wii Edition en 2007. Il bénéficie des bonus de la PS2 ainsi que d'un format 16/9 et progressive scan (480p).
La jouabilité est adaptée aux contrôleurs de la Wii que sont la Wiimote et le Nunchuk. Une compatibilité avec la manette classique de la Wii est néanmoins prévue, ainsi qu'avec la manette Gamecube. La télécommande Wii permet de viser et de tirer n'importe où sur l'écran avec un réticule qui remplace la vue du laser dans les autres versions.
Le magazine japonais Famitsu émet une nouvelle critique du jeu, et lui attribue un score de 38 sur 40. Les rédacteurs soulignent le fait que les contrôles modifiés apportent une véritable nouveauté au titre. Un des critiques indique que cette modification donne l'impression d'être plus proche de l'action. Plusieurs auteurs indiquent que même ceux qui possèdent l'original peuvent trouver quelque chose d'amusant et agréable dans cette version. GameSpot attribue un score de 9,1 sur 10 à cette version. Le rédacteur Kevin VanOrd félicite les nouveaux contrôles, mais regrette le manque de fonctionnalités exclusives à la console. Le site The Next Level est aussi très enthousiaste, il commente « la version Wii de Resident Evil 4 est l'apogée de son existence ».
Resident Evil 4: Wii Edition est réédité sur l'eShop de la Wii U en octobre 2015.

### Mobile Edition
Une version du jeu pour téléphones mobiles, intitulée Biohazard 4 Mobile Edition (ou Resident Evil 4: Mobile Edition en occident), est développée par Capcom et annoncée au salon Tokyo Game Show 2007. Elle sort au Japon le 1er février 2008.
Outre la qualité graphique largement inférieure, la principale différence avec la version originale est le déroulement du jeu : au lieu d'être continue, l'histoire est divisée en sections telles que « Le village », « Ravene », « La forteresse » et « Le tunnel souterrain ». Le mode Mercenaries est également présent. Le jeu utilise le moteur de Hi Corp, MascotCapsule eruption. Il a été adapté sur Zeebo et iPhone OS.
Le 13 juillet 2009, sans aucune annonce officielle, Capcom publie au Japon Resident Evil 4: Mobile Edition pour l'iPhone OS via la plate-forme App Store, mais il en est rapidement retiré. Malgré la rapidité du retrait, certains joueurs ont le temps d'acheter et d'installer le jeu. Celui-ci est depuis paru officiellement fin juillet 2009 au Japon et en Amérique du Nord. Capcom a édité une mise à jour qui présente d'autres niveaux de difficulté et classements en avril 2010.
En 2010, Capcom publie une nouvelle version distincte, appelée Resident Evil 4 for Beginners (pour les débutants), qui offre les deux premiers niveaux (trois en comptant un niveau d'entraînement) du mode histoire et du mode Mercenaries. Les autres niveaux sont disponibles à l'achat dans le jeu sous forme de contenu téléchargeable. Cette édition est par la suite renommée Resident Evil 4: LITE, et la version complète Resident Evil 4: PLATINUM.
À la suite de la sortie de l'iPad, Capcom a mis à jour cette version en améliorant les graphismes pour proposer de la haute définition. Cette nouvelle version est intitulée Resident Evil 4: Édition iPad.

### PS3 - Xbox 360
Le jeu, renommé pour l'occasion Resident Evil 4 HD, est réédité avec un lissage haute définition et l'ajout de quelques fonctionnalités en ligne sur PS3 et Xbox 360, fin septembre 2011, via les plates-formes de téléchargement PlayStation Network et Xbox Live Arcade. Au Japon le titre est aussi disponible, avec notamment Resident Evil: Code Veronica X HD, dans une compilation appelée Biohazard: Revival Selection.
Si la plupart des tests saluent une nouvelle fois les qualités intrinsèques du jeu, ils s'accordent également sur le fait d'avoir affaire à un portage globalement bâclé et paresseux, et sur la conclusion :
- « Soyons clairs et précis, si vous avez le titre sur GameCube, PS2 ou Wii, on ne voit pas vraiment ce qui vous pousserait à l'acquérir sur PS3 ou Xbox 360 vu que le travail effectué par la firme japonaise se résume à un lissage de textures et un passage au 720p[56] » ;
- « Clairement indispensable si l'on n'a jamais touché à Resident Evil 4 de sa vie, ce portage en haute définition est néanmoins trop fainéant pour mériter l'attention des joueurs qui ont déjà retourné le jeu dans tous les sens[57] » ;
- « Portage fainéant par excellence, Resident Evil 4 HD ne s’adresse qu’aux plus jeunes et aux ermites n’ayant pas eu la chance d’essayer le jeu depuis sa sortie[58] ».

### PS4 - Xbox One
Une nouvelle adaptation, qui reprend les bases de la Ultimate HD Edition sur PC, est vendue en téléchargement sur PS4 et Xbox One fin août 2016. Elle ne comporte aucun changement sur le jeu lui-même, mais bénéficie cette fois d'optimisations graphiques en rapport avec les capacités des consoles, notamment un affichage en 1080p et 60fps. Des versions boite sont disponibles en décembre 2016.

### Switch
Le 25 février 2019, Capcom annonce sur Twitter le portage de Resident Evil 4 sur l'eShop de la Switch pour le 21 mai, en même temps que celui de Resident Evil (remake) et de Resident Evil Zero. Le jeu ne bénéficie d'aucune amélioration par rapport aux versions précédentes.

### Oculus Quest 2
Une version du jeu retravaillée et adaptée uniquement pour l'Oculus Quest 2, baptisée Resident Evil 4 VR, est sortie le 21 octobre 2021,

## Accueil

### Critiques
Resident Evil 4 a obtenu en moyenne un score de 96 sur 100 via Metacritic pour les versions originelles sur GameCube et PS2. Il a reçu des dizaines de prix de divers organismes et commentaires positifs sur les sites web de jeux vidéo divers. Le jeu est considéré par la critique comme le prétendant au titre du jeu de l'année 2005, et est considérée comme un jeu ayant réussi parfaitement la conciliation d'un changement profond tout en gardant l'esprit de la série ; les modifications en matière de système de jeu et le style immersif rappellent le caractère familier avec la série Resident Evil.
Les critiques ont souligné le fait que Resident Evil 4 est « un hommage vibrant aux plus grands moments des jeux d'action/aventure et aux meilleurs passages du cinéma d'action » tel Le Seigneur des Anneaux, Massacre à la tronçonneuse, House of the Dead, Shenmue, Metal Gear Solid etc,.
Rares points négatifs traités, le côté « parfois très bourrin », noté par Puyo de Gamekult. Cependant, il souligne que « libéré des contraintes qui finissaient par peser, ce Resident Evil marque sans aucun doute le début d'une nouvelle ère pour la série ». Il note aussi que « le gros regret de ce Resident Evil 4 vient du scénario, qui n'apporte quasiment rien à la série ». Pour Logan de Jeuxvideo.com, le scénario est sous-exploité : « Pourtant, toute cette agitation est véhiculée par un scénario qui représente un des rares points négatifs du soft. Attention par contre car je parle ici de l'histoire et non des cinématiques qui sont des plus somptueuses ». Il regrette notamment que les personnages d'Ada et Krauser ne soient pas assez mis en avant : « Ada se veut très effacée et n'apporte pas grand chose à l'intrigue », puis, « Que dire également de Krauser, un personnage secondaire qui n'est là que pour servir d'exutoire à Leon avec qui il a des comptes à régler ».

### Récompenses
Nintendo Power lui donna le titre de « Game of the Year 2005 », et l'a classé numéro un sur leur « Top 20 des meilleurs jeux GameCube de tous les temps » dans leur numéro du vingtième anniversaire, et deuxième sur la liste des meilleurs jeux des années 2000. Resident Evil 4 a été classé numéro un dans le « Top 99 des meilleurs jeux de tous les temps » sur IGN. PlayStation: The Official Magazine l'a baptisé « Game of the Year 2005 » pour la console PlayStation 2. Game Informer a donné aux deux éditions de Resident Evil 4 une note parfaite, et le place dans leur liste des « Meilleurs jeux GameCube de tous les temps ». Ils l'ont baptisé leur « Game of the Year 2005 ». Il est à égalité avec Kingdom Hearts 2 pour le « Jeu de l'année 2005 » sur le magazine japonais Famitsu.

### Ventes
Resident Evil 4 se place en tête des ventes américaines au mois de janvier 2005 avec un départ à plus de 300 000 unités. Le 8 juin 2005, un demi-million d'exemplaires se sont vendus aux États-Unis. Le jeu aurait pris du temps à décoller selon un rédacteur de Gamekult.
D'après les chiffres de vente officiels de Capcom, les éditions PS2 (2,3 millions), Wii (2 millions) et GameCube (1,6 million) ont généré un total de 5,9 millions d'unités vendues.
Selon le site Steam Spy, en mai 2021, la version PC était possédée par au moins 1 million d'utilisateurs de Steam.
Le site VG Chartz (aux méthodes de calcul controversées) avance le chiffre de 10,7 millions d'unités, toutes versions confondues.

## Influence et postérité
Resident Evil 4 est considéré comme l'un des jeux majeurs des années 2000 ; il a joué un rôle important dans la redéfinition de deux genres : le survival horror et le jeu de tir à la troisième personne. En introduisant un point de vue « par-dessus l'épaule », qui offre des angles de vue qui ne masquent pas l'action, Resident Evil 4 inspirera d'autres jeux de tir à la troisième personne, notamment Gears of War. Ce point de vue deviendra commun et apparaîtra également dans d'autres titres, comme Batman: Arkham Asylum.
Resident Evil 4 tente également de redéfinir le jeu survival horror en mettant l'accent sur les réflexes et la précision des tirs, incorporant ainsi au gameplay de la série des éléments tirés des jeux d'action. Certains critiques estiment néanmoins que cette évolution a fait sortir la série Resident Evil du genre survival horror,, en détruisant les conventions qu'elle avait elle-même établies. D'autres séries de jeux survival horror emboîtent le pas à Resident Evil en ajoutant des éléments d'action à leurs systèmes de combat, par exemple Silent Hill: Homecoming, et la version 2008 d'Alone in the Dark. Ces changements reflètent une évolution générale des jeux sur console vers un gameplay plus instinctif.
Resident Evil 4 est classé deuxième dans la liste des meilleurs jeux vidéo de tous les temps établie par le magazine britannique Edge en 2007, derrière The Legend of Zelda: Ocarina of Time. Sur le site GameRankings, le jeu est classé deuxième sur GameCube et troisième sur PlayStation 2, toutes années confondues. Sur Metacritic, il truste les deux premières places de l'année 2005 toutes plateformes confondues, et fait toujours partie des 30 jeux les mieux notés de tous les temps en 2019.

### Remake
Le remake de Resident Evil 4 est officiellement annoncé en juin 2022. Le jeu sort sur Windows, PlayStation 4, PlayStation 5 et Xbox Series le 24 mars 2023.
« Universellement acclamé » par la critique, le jeu se vend à plus de 3 millions d'exemplaires en deux jours, à 4 millions d'exemplaires en deux semaines, ce qui en fait un des opus de la saga les plus rapides à se vendre, et à 8 millions en octobre 2023.